# Pomnik jeńców francuskich w Poznaniu
Pomnik jeńców francuskich – pomnik upamiętniający zmarłych w niewoli niemieckiej jeńców francuskich z wojen w latach 1870–1871 (zatrudnieni przy pracach budowlanych na terenie Fortu Winiary) i 1914–1918. Zlokalizowany w południowej części Cytadeli, przy ul. Armii Poznań, po lewej stronie schodów prowadzących do Pomnika Bohaterów.
Monument w formie obelisku z granitowych bloków, otoczonego murkiem, upamiętnia 1333 żołnierzy francuskich spoczywających w mogile u jego stóp. Prochy przeniesiono tutaj z terenu całego miasta i okolic. Spoczywają tu też szczątki trzech żołnierzy armii napoleońskiej, przeniesione z okolic Gniezna. Jedna z tablic upamiętnia sześciu więźniów francuskich ściętych w Poznaniu w latach 1940–1943.
Pomnik odsłonięto w 1934 w obecności Jules'a Laroche'a – ambasadora Francji w Polsce, pracowników konsulatu francuskiego, Rogera Adama Raczyńskiego – wojewody poznańskiego, Cyryla Ratajskiego – prezydenta Poznania i generała Kazimierza Dzierżanowskiego. Po II wojnie światowej monument niszczał. Gruntownie odnowiono go w 2013.